# Richard Greenblatt
Richard Greenblatt (25 décembre 1944 à Portland) est un programmeur américain qui peut être considéré comme un des fondateurs de la communauté des hackers. Il est l'inventeur de la machine Lisp. Il joua un rôle important dans le développement de programmes capables de jouer aux échecs.

## Enfance
Richard Greenblatt est né à Portland, dans l'Oregon le 25 décembre 1944. Encore enfant, sa famille déménage a Philadelphie, en Pennsylvanie. À la suite du divorce de ses parents, il déménage ensuite à Columbia (Missouri) avec sa mère et sa sœur.

## Hacker
Greenblatt s'inscrit au MIT à l'automne 1962, et au cours du second trimestre, il découvre le Tech Model Railroad Club.